# Istoria orașului Urlați

## Atestare documentară
Urlațiul este atestat pentru prima oară într-un hrisov semnat de Neagoe Basarab, la 16 martie 1515, prin care voievodul întărea mai multe ocine mânăstirii Snagov și în care printre martori se afla și boierul Oancea din Urlați.
A doua mențiune documentară, cunoscută nouă, este hrisovul din 1527 - 1528, semnat de Radu de la Afumați, prin care voievodul reconfirma aceleiași mânăstiri dealul cu viile de la Poiana (în Valea Călugărească ) și Valea Călugărilor a patra parte, cât ține ocina până în apa Teleajenului, cu vinăriciul (impozitul pe cârciumi ) și perperii (impozitul pe buțile de vin și putinele cu struguri), partea domnească și un vad de moară în Cârciumari pe Cricov. Întocmirea hrisovului se făcuse pe baza cercetării făcute la fața locului de Stoica din Cozleci însoțit de boierii: Oancea din Urlați (același de mai sus), Șoplea și Miclea din Șoplești, Dragomir din Cozleci, Craina din Stăncești, Grozea din Pădure (lângă Plopu) .
Registrele vamale din 1545, ale Brașovului, care țineau evidența târgoveților din Țara Românească, veniți pentru tranzacții comerciale cu negustorii brașoveni, menționează pe un anume Stan din Urlați, printre comercianții din alte localități prahovene: Gherghița, Târgșor, Breaza, Slănic, Comarnic, Filipești, Văleni .
La 11 ianuarie 1581, Mihnea Turcitul consemna printr-o carte domnească lui Ursu și Oancea, cu feciorii lui, ca să le fie lor moșie la Urlați (...), din câmpu și din apă și din siliștea satului ....
La 3 iunie 1595, Mihai Viteazul dădea poruncă lui Ursu și cu feciorii lui, anume Stan și Radul, și feciorilor lor (...), ca să le fie lor moșie în Dealul Bobului și cu viile din partea Albului feciorul Bălței jumătate, și din deal și din pădure. Pentru că au cumpărat Ursu și cu feciorii lui, Stan și Radul, dintre această jumătate de moșia Albului, jumătate de la Albul drept 400 de aspri. Iar altă jumătate din jumătate din partea Albului ce s-au zis mai sus o au cumpărat Coman, feciorul lui Ursu, de la Albu drept 400 aspri însă și cu un pământ la Câmpul Urlaților… .
Lăsând la o parte posibilitatea stabilirii în spațiu a terenului pomenit în document, mai importantă ni se pare cauza pentru care voievodul eliberează hrisovul celui interesat și anume: îi arseseră cărțile de proprietate pentru moșia cumpărată încă din zilele lui Mircea. Aici, ar trebui să insiste cercetătorii în studierea documentului cu pricina, pentru a stabili despre care Mircea este vorba în hrisov: Alexandru al II-lea Mircea, care a domnit între 1568-1574, Mircea Ciobanul care a condus țara în trei rânduri, între 1545 și 1559, acel Mircea care a cârmuit doar câteva luni în primăvara lui 1442 și numai câteva zile, în toamna lui 1481, sau Mircea cel Bătrân (1386-1418), ultimele două posibilități putând printr-o logică istorică, să schimbe atestarea documentară a localității.
Tot Mihai Viteazul elibera, la 5 iunie 1598, o carte domnească lui Drăgan și cu feciorii câți Dumnezeu îi va da, ca să fie lui moșie în Urlați (...) din câmpu și din apă și din deal(ul) cu viile și de peste tot hotar(ul)... .
La rândul său, Radu Șerban consfințea, la 17 mai 1603, Mănăstirii Sf. Nicolae de lângă Gherghița, ocine cu vii în Dealul Urlaților, cumpărate de aceasta încă de la Mihai Voevod și au pierit cărțile de blestemații de tătari . Tot Radu Șerban confirma unui anume Iacu, la 3 octombrie 1607, o ocină la Urlați din apa Cricovului până în cursura Jugăstrețului și până la colnicul Cireșului, cumpărată din zilele lui Mircea și căruia i-au ars cărțile de dedină . Și tot el ratifica, la 21 septembrie 1608, popei Radu și fiului său, Luca – călugărul, ocine în Nucet (sat al Urlațiului) și Urlați, pentru că i-au luat tătarii averea lui și au luat și cartea de ocină .
La 19 noiembrie 1631, Leon Tomșa valida lui Pârvu vii și ocine la Urlați /în dealul Urlaților numit Gruiu; în Dealul Făgețelului; în Broștineasca și în ocina Necșetească/ .
Din 24 mai 1659, se păstrează zapisul de vânzare al lui Pătru ficeorul lu Bogoslov ot Fundeanca d(e) pri Criocuvu către Butea Roșnul ot Fundeanca pentru niște pămnt, contrasemnat ca martori de popa Mihai Neagri ot Urlați, vornicul Dumitru ot Fundeanca și comisul Mihai ot Cioceanca . Tot un zapis e și documentul din 1668, pentru vânzarea unei case în gura văii Nucetului (...) den margena pădurii păn în drumul cel mare al Mocanilor din partea lui Nan snă eg. Vladu Ursescu ot Urlați (Ibidem, 201). Și tot un zapis este documentul, din 1686, prin care Dumitrașco biv căpt. Ușurelul vindea lui Iordachi biv vel stolnic Catacozino, o moșie în gura Urlaților în câmpu... (Ibidem, p. 213).
Într-un document de prin 1697, Constantin Brâncoveanu poruncea marelui ciohodar (mai marele peste încălțămintea domnitorului ) Alixandri să umble în orașul domnii meale... și pe la țară, să caute în toată țara (...) și în toate târgurile... (printre care pomenea și Urlațiul), i pin toate satile, să aibă a luoa ciohondăritul/impozitul pe cismărie / . Trei ani mai târziu, același domnitor desființează ținerea târgului la Urlați, pentru a ocroti târgul Gherghiței și mai ales cămara domnească: ...de vreme ce aducea pagubă și domniei, pentru că și vama Gherghiței să strica dintru această pricină, am hotărât: târgu cel nou (de la Urlați) să nu mai fie . Drept consecință, localitatea era trecută din nou în rândul satelor, iar insistența spătarului Mihai pe lângă domn și chiar pe lângă Ștefan Cantacuzino, nepotul său, rămâne fără ecou . Abia în aprilie 1716, noul domn, Nicolae Mavrocordat, permite să se facă acolo în gura Urlaților târg, slobod toamna, pe vremea culesului în patru săptămâni .
La 20 aprilie 1703, șase boieri întocmeau hotărnicia moșiei Urlați a lui Iordache Cocorăscu (moștenită de la logofătul Radu Cocorăscu), alegându-i-o și deosebind-o de cea a moșnenilor urlățeni , iar C. Brâncoveanu i-o confirma printr-un hrisov la 26 septembrie 1704.

## Constantin Brâncoveanu
În gura Urlaților, în locul unde Cricovul Sărat scapă din strânsoarea dealurilor, a stat la 1711, în vară, Constantin Vodă Brâncoveanu, cu cea din urmă oștire a Țării Românești, mii de boieri, boiernași, ostași de curte și slujitori țărani. El a așteptat să vadă cum hotărăște norocul războaielor la Prut, ca să știe dacă rămâne cu turcii ori merge să se închine împăratului celui nou al muscalilor .
Din această perioadă când Brâncoveanu cu oastea sa au poposit în gura Urlaților, la Albești...  există și o listă de cheltuieli, în care se menționează printre altele: "Și m-am socotit eu Stanciul cu socru-mieu Stanciul când era Vodă la Urlați"... .

## Componența în timp
Bauer consemnează în memoriile (1788) sale Urlațiul, iar Dionisie Fotino în Istoria generală a Daciei... (1815), specifică Urlații, dar adaugă și o așezare, despre care nu știm nimic: Adunații of Gura Urlaților .
DTSR (1872) pomenește târgul Urlați ca având în componență și cătunele: Arionești, Mărunțiș, Valea Nucetului, Orzoaia, Valea lui Seman, Valea Urloi, Valea Bobului, Valea Crângului, Valea Humei, Valea Pietrei și Zărcălăi.
Arhivele prahovene păstrează din anul 1881, un dosar cu procesul mai multor urlățeni acuzați de rebeliune .
În urma reorganizării în 1889 a regimentelor de dorobanți 7 și 32 din Prahova, la Urlați s-a stabilit reședința Companiei 3 a Reg. 32 Dorobanți .
Marele Dicționar Geografic al Romîniei precizează, la rândul său, cele 14 cătune ce intrau atunci în componența comunei Urlați, care juca rol de reședința a plășii Cricov din județul Prahova: Coteni, Mărunțiș, Valea Seman, Valea Urloiu, Valea Crângului, Valea Nucetului, Valea Bobului, Orzoaia, Jărcălăi, Valea Pietrei, Arioneștii Vechi, Arioneștii Noi, Valea Humei și Cherbea, având în total 4500 de locuitori, 9 biserici, o școală, două mori și o piuă. Se semnala, de asemenea, că târgul organiza săptămânal (în fiecare vineri) câte un târg (iarmaroc) și două bâlciuri anual.
În perioada interbelică aici s-a aflat în continuare, reședința plășii Cricov, care avea în subordine 15 comune rurale; comuna Urlați a căpătat până în 1925 statut de comună urbană, Anuarul Socec consemnând-o cu 4914 locuitori, în localitățile: Urlați-Târg, Coțeni, Arioneștii Noi, Arioneștii Vechi, Valea Humei, Valea Pietrei, Orzoaia, Valea Nucetului, Valea Crângului, Valea Urloii și Valea Simon. Prin 1926-1927, o întreagă corespondență este întreținută în privința alipirii cătunului Schiau orașului.
După ce a fost sediul raionului Cricov, prin HCM 1116/1968 a căpătat actuala structură administrativ-teritorială. În 1968, a redevenit oraș al județului Prahova, reînființat; atunci au dispărut satele Valea Iarului (încorporat în localitatea urbană principală) și Valea Humei (încorporat în satul Arioneștii Vechi).
În perioada sistematizării ceaușiste (1975), localitățile componente: Arioneștii Noi, Cherba, Schiau, Ulmi, Valea Mieilor, Valea Nucetului și Valea Seman au fost propuse pentru dezafectare, iar prin Decizia nr. 275/29 mai 1989 a Com. ex. al Cons. pop. al jud. Ph. emisă în baza Legii nr. 2/1989, Urlațiul nu mai avea în componență decât localitățile: Cherba, Mărunțiș, Valea Crângului și Valea Urloi, celelalte dispărând pur și simplu. Însă legea amintită a fost abrogată în 1990 și situația a revenit la normal.